# Commiphora arenaria
Commiphora arenaria är en tvåhjärtbladig växtart som beskrevs av M. Thulin. Commiphora arenaria ingår i släktet Commiphora och familjen Burseraceae. Inga underarter finns listade i Catalogue of Life.